# Le Foyer de la révolte
Le Foyer de la révolte (France) ou Les Enfants Flanders (Québec) (Home Sweet Homediddily-Dum-Doodily) est le 3e épisode de la saison 7 de la série télévisée d'animation Les Simpson.

## Synopsis
Homer offre à Marge une journée dans un salon de beauté mais elle oublie de faire le ménage et, malchance, les services de la protection de l'enfance débarquent chez les Simpson et enlèvent les enfants pour les confier à une certaine famille Flanders.
Bart et Lisa détestent cette nouvelle vie, mais Maggie adore. Au bout de quelques jours, Bart et Lisa disent à Ned qu'ils ne sont pas baptisés. Horrifiés, Ned, Maude, Tod et Rod emmènent Bart, Lisa et Maggie au lac de Springfield pour la cérémonie de baptême.
Quand Homer et Marge le découvrent, ils partent empêcher ce qu'ils considèrent comme « horrible ». Ces derniers y arrivent. Bart et Lisa décident alors (avec l'autorisation de Ned et Maude) de revenir chez leurs parents. Mais Maggie, en voyant Homer, Lisa et Bart, décide de rester chez les Flanders. Cependant quand elle voit Marge, elle décide de rentrer chez ses parents.
À noter que Maggie dit « papa » à Ned Flanders.